# Aanstellingskeuring
Een aanstellingskeuring is een onderzoek dat een bedrijfsarts op verzoek van de werkgever verricht als slot van een sollicitatieprocedure. Het onderzoek kan bestaan uit een vragenlijst, een gesprek en/of aanvullend lichamelijk of laboratoriumonderzoek.

## Strenge regels
In het algemeen mag bij een sollicitatie een werkgever of een personeelsfunctionaris geen mondelinge of schriftelijke vragen stellen over de gezondheid van de sollicitant. Een sollicitant mag wel medisch worden gekeurd, maar daarvoor zijn strenge regels. Die regels staan omschreven in de Wet op de medische keuringen.

## Voor functies met risico's
Een aanstellingskeuring is wel toegestaan als aan de functie bijzondere eisen worden gesteld. Dat geldt  meestal bij functies met risico’s voor de gezondheid of veiligheid van de werknemer of van anderen. Bij deze functies is het belangrijk te weten of iemand fit en gezond genoeg is. Denk aan duikers, brandweermannen, piloten of beroepschauffeurs. Het is natuurlijk niet handig als een dakdekker of glazenwasser/gevelreiniger hoogtevrees heeft, dus daarop mag iemand worden gekeurd. Maar voor bijvoorbeeld productiemedewerker of receptioniste is een medische keuring niet toegestaan.

## Rol bedrijfsarts
De bedrijfsarts bepaalt welk soort onderzoek nodig is: welke vragen, en wat voor lichamelijk of ander onderzoek. Hij doet dit aan de hand van de vastgestelde bijzondere functie-eisen. Tegen de gang van zaken rond een aanstellingskeuring kan ook bezwaar worden gemaakt bij de Commissie Klachten Aanstellingkeuringen (CKA). Klachten kunnen worden ingediend door de sollicitant, de werkgever, de keurend arts en de ondernemingsraad.